# Licheń Stary
Licheń Stary (bis 31. Dezember 2011: Stary Licheń) ist ein Dorf mit 1.100 Einwohnern im östlichen Teil der Woiwodschaft Großpolen im Powiat Koniński in Polen. Es liegt zwölf Kilometer nordöstlich des Stadtzentrums von Konin an einem langgestreckten See und gehört zur Gmina Ślesin.
Das Dorf besaß vom 15. bis 17. Jahrhundert die Stadtrechte. Seit Mitte des 19. Jahrhunderts ist es ein Wallfahrtsort von gesamtpolnischer Bedeutung. Das seit 1949 von den Marianern geleitete Marienheiligtum wird jährlich von etwa 1,5 Mio. Gläubigen und Touristen besucht.

## Geschichte des Heiligtums
Die Anfänge des Sanktuariums reichen bis zur Völkerschlacht bei Leipzig im Jahre 1813 zurück. Der Legende nach wurde der aus der Nähe des Ortes stammende Schmied Tomasz Kłossowski, der in der Armee Napoleons kämpfte, schwer verwundet. Er betete zu Maria darum, in der Heimat sterben zu dürfen. Diese erschien ihm daraufhin als Vision, versprach ihm die Heimkehr und bat ihn, als Dank ihr Bildnis zu suchen und zu Hause aufzustellen. Nach der glücklichen Heimkehr dauerte es 23 Jahre, bis der Schmied an einem Straßenbaum ein altes Bild fand, das ihn an die Vision von damals erinnerte. Er nahm das Bild mit und stellte es in einer Kapelle in der Nähe auf. Nach dem Tod des Schmieds betreute das Bild ein lokaler Schäfer, der angeblich ebenfalls mehrere Marienvisionen hatte, die ihm befahlen, das Marienporträt in eine Kirche zu bringen. Die Überführung in die St.-Dorothea-Kirche von Licheń erfolgte dann am 29. September 1852.
Das Bild wurde 1967 vom polnischen Primas Stefan Wyszyński feierlich mit einer Krone versehen, was der aus dem 17. Jahrhundert stammenden Tradition von Maria als der „Königin Polens“ entspricht.

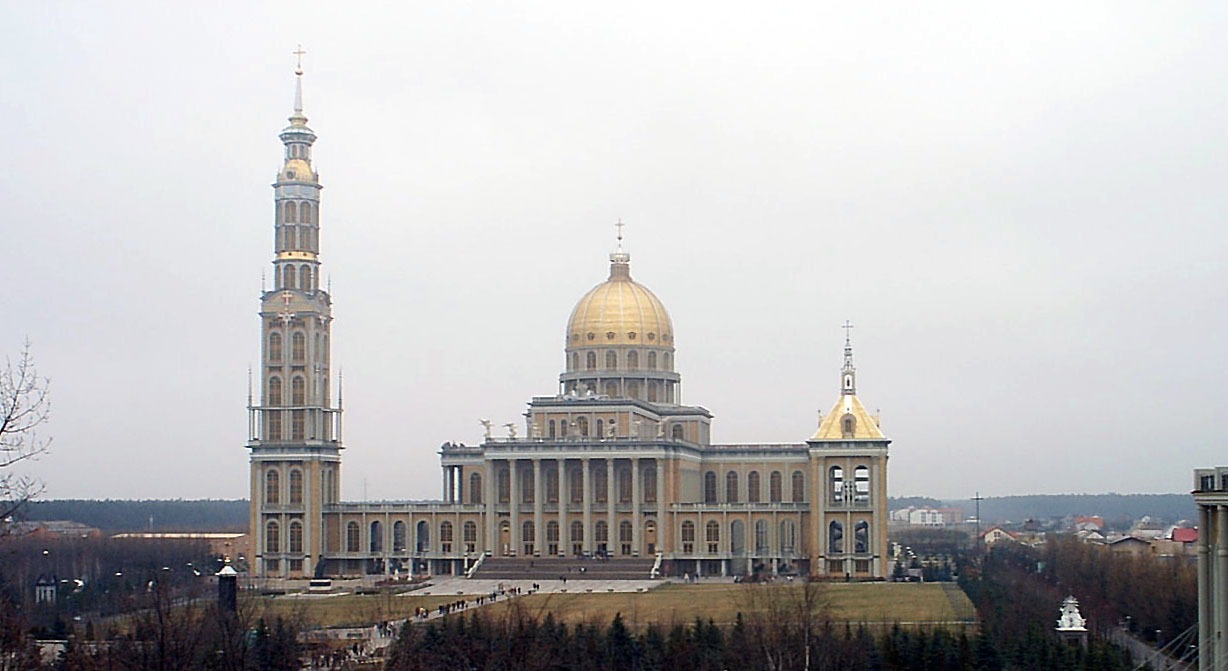
Gesamtansicht der Basilika von Lichen

## Die Basilika
Die Basilika der allerheiligsten Maria von Licheń in Licheń Stary ist heute das größte Gotteshaus ganz Polens und die achtgrößte Kirche Europas. Sie wurde 2004 fertiggestellt.